# Az utolsó mohikán (film, 1992)
Az utolsó mohikán (eredeti cím: The Last of the Mohicans) 1992-ben bemutatott amerikai kalandfilm Michael Mann rendezésben, amely James Fenimore Cooper regénysorozatának második részéből készült. A főszerepet Daniel Day-Lewis és Madeleine Stowe alakítja.
Franciaországban 1992. augusztus 26-án, az Amerikai Egyesült Államokban szeptember 25-én mutatták be a mozikban.

## Története
történet a 18. század közepén, a hétéves háború idején, az észak-amerikai frontján, a mai amerikai–kanadai határvidéken játszódik. A brit–francia háborúban mindkét oldalon indián törzsek is harcolnak. Két előkelő angol kisasszony, Cora és Alice Munro útra kel Albanyből kísérőjükkel, Duncan Heyward őrnaggyal és néhány brit katonával együtt, hogy eljussanak a lányok apjához, Munro ezredeshez, a William Henry-erőd parancsnokához. A sűrű vadonon át vezető úton azonban kalauzuk Magua, a huron törzs tagja csapdába vezeti őket, hogy lesben álló harcosaival elfogathassa Corát és Alice-t, hogy bosszút állhasson Munro ezredesen, akit felelősnek tart saját gyermekeinek és családjának elpusztításáért. A katonákat lemészárolják, a végsőkig küzdő Heyward őrnagy életét három, a közelben vadászó idegen menti meg: Csingacsguk mohikán főnök, Unkasz, a fia, és Sólyomszem, eredeti nevén Nathaniel Bumppo, Csingacsguk fogadott fia. Unkasz a kipusztított mohikán törzs utolsó élő sarja. Megölik a huronokat, de Magua elmenekül. Heyward kérésére a vadászok beleegyeznek, hogy az erődbe kalauzolják őt és a két lányt.
A hosszú és viszontagságos utazás során a háború pusztításainak nyomaival találkoznak. Angol farmerek hadba vonultak, védtelenül maradt családjukat az utazók leölve találják. A nyomokat olvasva megállapítják, hogy francia szolgálatban álló indiánok szisztematikusan felprédálják a polgári milíciában szolgáló angol farmerek otthonait, lemészárolják az otthon maradtakat, hogy gyengítsék a védelmet. A hosszú utazás alatt – a társadalmi különbség miatt reménytelennek tűnő – titkos vonzalom alakul ki Unkasz és Alice, valamint Sólyomszem és Cora, Heyward őrnagy választottja között. A csoport bejut a franciák által ostromolt William Henry-erődbe, ahol kiderül, nem Munro ezredes hívta ide leányait. Ellenkezőleg, szigorú otthon maradást parancsoló levelet küldött nekik Maguával, aki az angolok segítőjének adta ki magát, de valójában a franciáknak kémkedett. Apa és leányai Magua csapdájába estek az erődben. 
Az ostromlottak helyzete gyorsan romlik, a felmentés késik. Az erődben konfliktus alakul ki, a farmerek Munro ezredes szemére vétik, hogy ők azzal a feltétellel jöttek ide harcolni, hogy a brit hadsereg megvédelmezi otthonukat. Sólyomszem is azt kéri, hogy a farmerek hazatérhessenek, otthonaikat megvédeni az indiánoktól. Munro ezredes felségárulás címén letartóztatja. Az erődöt azonban rövidesen feladni kényszerül. A francia parancsnok szabad elvonulást ígér, de titokban utasítja Maguát, hogy ezekkel a katonákkal „nem akar több gondot”. Az erődből kivonult hosszú menetoszlopot Magua emberei megtámadják, mindenkit lemészárolnak. Magua megöli Munro ezredest. A zűrzavarban Sólyomszem kiszabadul, és Unkasz segítségével kimenekíti az ezredes két lányát és Heyward őrnagyot. Magua azonban rövidesen a nyomukra akad. Sólyomszem és Unkasz segítségért indulnak, az angolokat Magua elfogja, és a huron táborba viszi.
A huronok nagyfőnökétől, Tamenund „szacsem”-től Magua azt kéri, végeztesse ki angol foglyait, bosszúból Magua családjának pusztulásáért. Sólyomszem, kezében bántatlanságot biztosító régi békeszerződéssel, önként a huron táborba megy, és a foglyok szabadon engedését kéri a szacsemtől. Tamenund úgy dönt, Corát égessék meg máglyán, hogy Magua bosszúvágya kielégülhessen. A másik lányt, Alice-t Magua vigye magával új feleségnek. Az angol tiszt szabadon távozhat, a békés szándék jeleként. Sólyomszem felajánlja saját életét Coráért cserébe, de Heyward, aki franciául tolmácsolja szavait, saját magát kínálja fel a szeretett lány életéért. A szacsem elfogadja a cserét. Magua magával hurcolja Alice-t, Heyward őrnagyot máglyára viszik, Sólyomszemet és Corát elengedik. A falun kívül elrejtőzött Unkasz Magua nyomába indul. Sólyomszem biztos távolba érve visszafordul és agyonlövi Heywardot, hogy megszabadítsa a kínhaláltól, majd Corával és Csingacsgukkal Unkasz és Magua után ered. Unkasz utoléri és megtámadja Magua csapatát, de Magua párviadalban megöli. A kétségbeesett Alice a szakadékba veti magát. A későn érkező Sólyomszem és Csingacsguk elpusztítják a huron csoportot, Csingacsguk párviadalban megöli fia gyilkosát, Maguát is. A záró képben Csingacsguk, immár az utolsó élő mohikán fohászkodik a Nagy Szellemhez, fogadja be fiát az örök vadászmezőkre.

## Szereplők
| Szerep                      | Színész            | Magyar hang    |
| --------------------------- | ------------------ | -------------- |
| Sólyomszem Nathaniel Bumppo | Daniel Day-Lewis   | Sztarenki Pál  |
| Cora Munro                  | Madeleine Stowe    | Kocsis Mariann |
| Csingacsguk                 | Russel Means       | Uri István     |
| Unkasz                      | Eric Schweig       | Fekete Zoltán  |
| Alice Munro                 | Jodhi May          | Biró Anikó     |
| Magua                       | Wes Studi          | Juhász Jácint  |
| Duncan Heyward őrnagy       | Steven Waddington  | Sörös Sándor   |
| Munro ezredes               | Maurice Roëves     | Gruber Hugó    |
| John Cameron                | Terry Kinney       | Mikula Sándor  |
| Jack Winthrop               | Edward Blatchford  |                |
| Montcalm márki              | Patrice Chéreau    | Papp János     |
| Alexandra Cameron           | Tracey Ellis       |                |
| James Cameron               | Justin M. Rice     |                |
| Ian                         | Tim Hopper         | Csuja Imre     |
| Webb tábornok               | Mac Andrews        |                |
| Phelps                      | Malcolm Storry     |                |
| Beams százados              | Pete Postlethwaite |                |
| Ambrose őrnagy              | Colm Meaney        |                |
| Sachem                      | Mike Phillips      | Galgóczy Imre  |

## Eltérések a regénytől
A cselekmény csak lazán követi a regényt, több ponton eltér. 
- A filmben Sólyomszem fogadott fia Csingacsguknak, míg a regényben inkább egy generációba tartoztak.
- A filmben Sólyomszem és Heyward versengenek Cora kegyeiért, míg a regényben Heyward Alice-be szerelmes, Sólyomszem szerelmi élete nem kap teret.
- A filmben Unkasz és Alice egymásba szeretnek.
- A Munro lányok közül a regényben Cora hal meg, a filmben Alice.
- A filmben meghal Heyward és Munro is, a regényben nem.
- A filmben kimaradt a szereplők közül David La Gamme, az énekmester.
- Maguát a regényben Sólyomszem öli meg, a filmben Csingacsguk.

Michael Mann az 1936-os filmváltozatot tekintette kiindulási alapnak, de helyenként attól is eltért.
- Alice és Cora szerepét megcserélték.
- Az 1936-os változatban Heyward nem hal meg, csak megpróbálja magát feláldozni Sólyomszem helyett, de végül Alice-szel együtt megmenekülnek.
- A történet szerkezete is eltér, az 1936-os változatban Heyward önfeláldozási kísérletére Unkasz, Cora és Magua halála és Csingacsguk monológja után kerül sor, az 1992-es változat viszont utóbbival ér véget.
- Az 1936-os változatban rövid szerepben ugyan, de megjelenik az énekmester figurája, az 1992-esből teljesen kimaradt.
- Az 1936-os változat nyíltabban mutatja be Unkasz és Cora szerelmét, míg az 1992-es változat Sólyomszem és Alice érzelmeit finomabban sejteti.
- Az 1992-es változatból kimaradt az 1936-os film kezdő és záró jelenete.

## Fontosabb díjak és jelölések
Oscar-díj (1993)
- díj: legjobb hang

BAFTA-díj (1993)
- díj: legjobb operatőr (Dante Spinotti)
- díj: legjobb smink és maszk
- jelölés: legjobb jelmeztervezés (Elsa Zamparelli)
- jelölés: legjobb látványtervezés (Wolf Kroeger)
- jelölés: legjobb hang
- jelölés: legjobb filmzene (Trevor Jones, Randy Edelman)
- jelölés: legjobb férfi alakítás (Daniel Day-Lewis)

Golden Globe-díj (1993)
- jelölés: legjobb eredeti filmzene (Randy Edelman, Trevor Jones)